# Banco Agrani

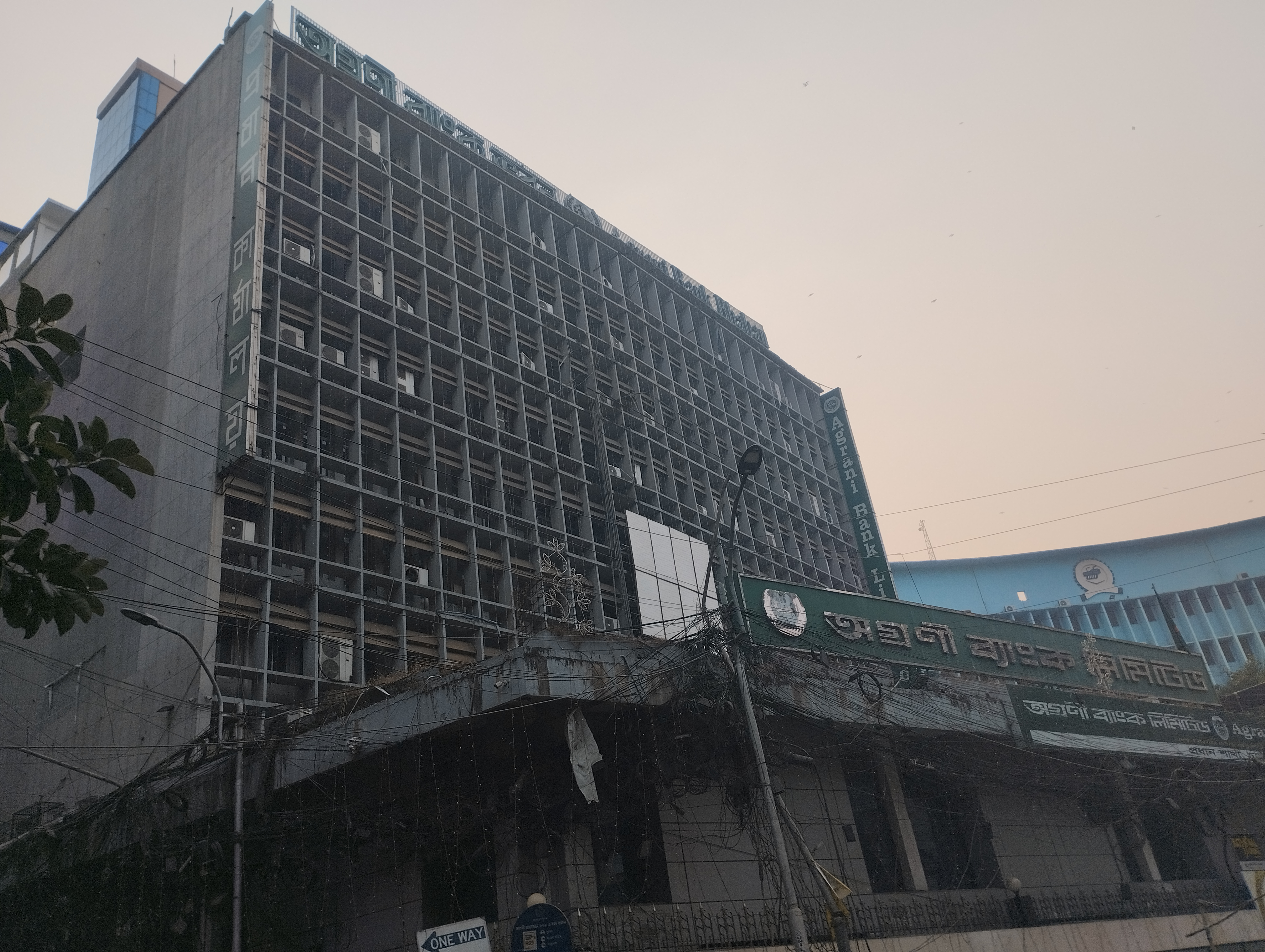
Sede del banco en Daca, Bangladés.

El Banco Agrani es una institución financiera comercial nacionalizada de Bangladés, fundada el 26 de marzo de 1972 al tomar las riendas de dos bancos pakistaníes.
Con su oficina principal ubicada en Daca, el banco inició sus operaciones con un capital de 30 millones de takas. Entre 1999 y el 2000, el capital autorizado y liberado de la entidad financiera fue de 8 billones y 2.5 billones de takas respectivamente.